# Yegor Khvalko
Yegor Khvalko (tiếng Belarus: Ягор Хвалько; tiếng Nga: Егор Хвалько; sinh 18 tháng 2 năm 1997) là một cầu thủ bóng đá Belarus. Tính đến năm 2017, anh thi đấu cho Neman Grodno.